# Gumla

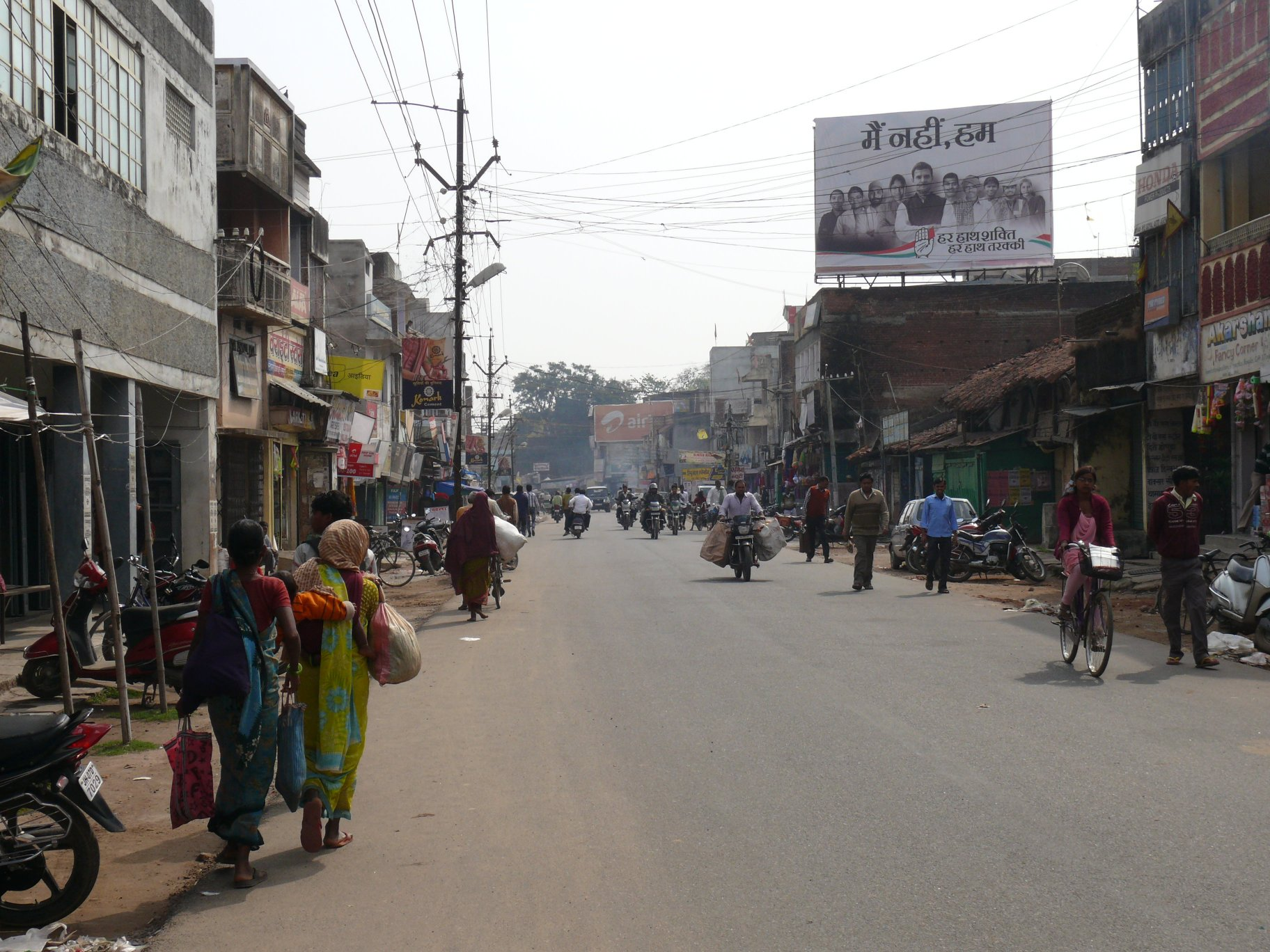
Gata i Gumla.

Gumla är en stad i den indiska delstaten Jharkhand, och är huvudort för ett distrikt med samma namn. Folkmängden uppgick till 51 264 invånare vid folkräkningen 2011. Gumla är belägen i den sydvästra delen av delstaten.